# Wardenis (Aragacotn)
Wardenis – wieś w Armenii, w prowincji Aragacotn. W 2011 roku liczyła 700 mieszkańców.